# 311 هـ
311 هـ هي سنة في التقويم الهجري امتدت مقابلةً في التقويم الميلادي بين سنتي 923 و924.

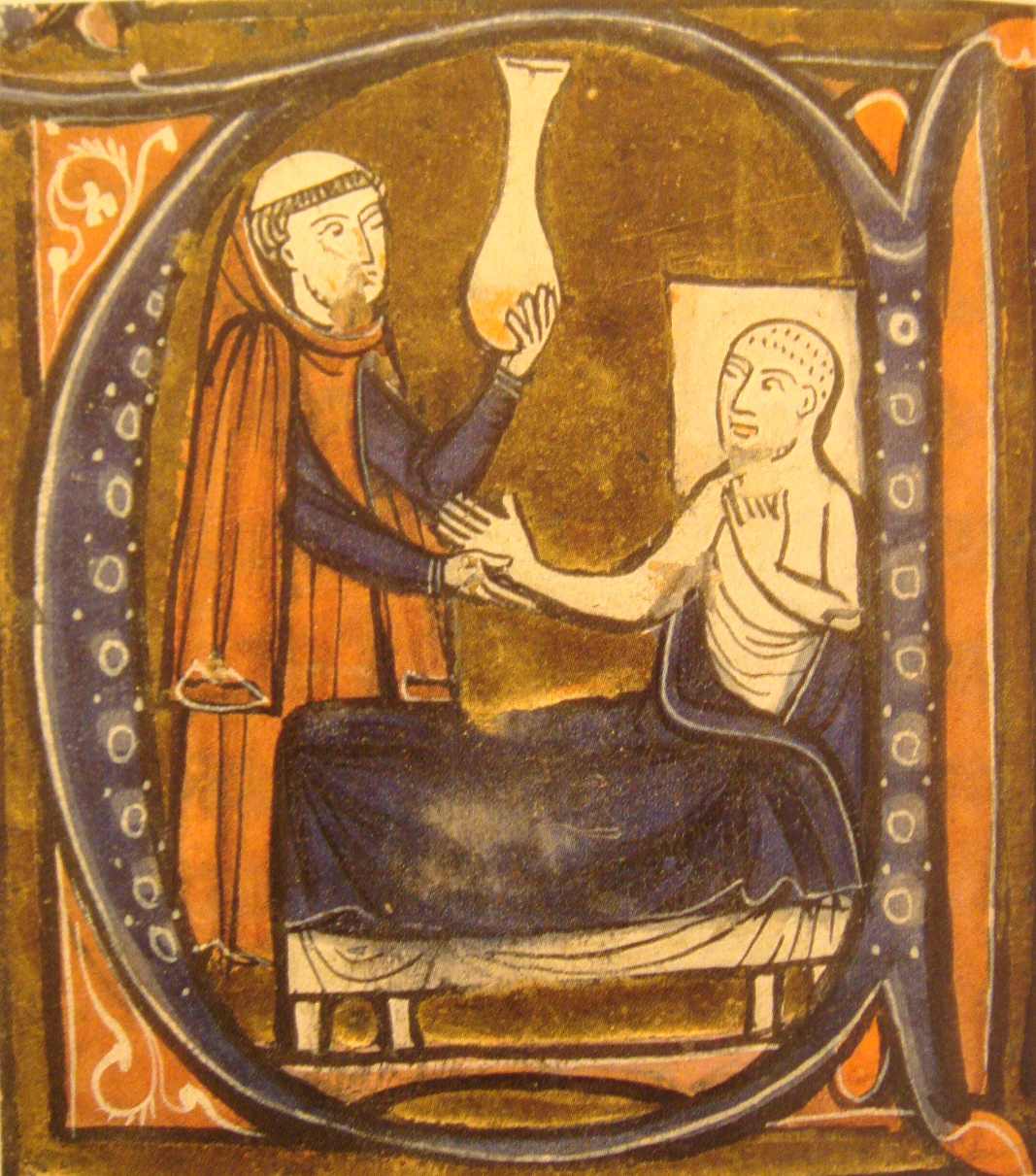
أبو بكر الرازي

## مواليد
- ابن منده

## وفيات
- أبو إسحاق الزجاج
- أبو جعفر بن حمدان
- أبو محمد الجريري
- عمر بن محمد بن بجير

- أبو بكر الرازي
- ابن خزيمة
- أبو بكر الخلال